# Annie Goetzinger

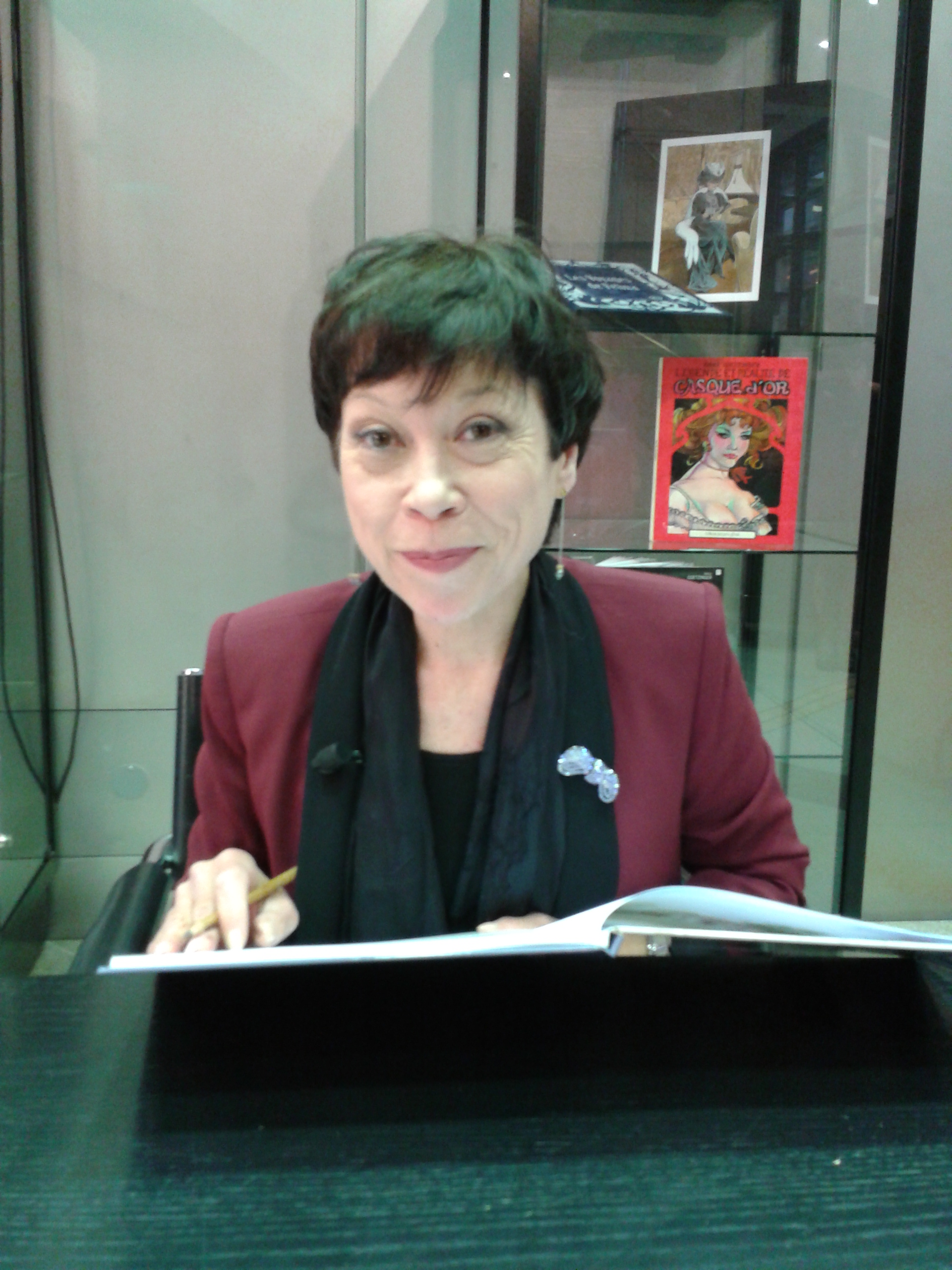
Annie Goetzinger, 2013

Annie Goetzinger (* 18. August 1951 in Paris; † 20. Dezember 2017) war eine französische Comiczeichnerin.

## Künstlerischer Werdegang
Goetzinger besuchte von 1967 bis 1971 die École Supérieure des Arts Appliqués in Paris. Fleur war ihr erster Comic, der ab 1971 in der Zeitschrift Lisette erschien. Ab 1972 illustrierte sie Geschichten von Jacques Lob und Jean-Pierre Dionnet für Pilote. Das Leben von George Sand verarbeitete sie 1978 in Aurore. Einem größeren Publikum wurde sie durch ihre Zusammenarbeit mit Pierre Christin bekannt, mit dem sie unter anderem die Einzeltitel Das Fräulein von der Ehrenlegion (französisch La Demoiselle de la Légion d'Honneur) und Die Diva (französisch La Diva et le Kriegspiel) sowie die siebenteilige Serie Agence Hardy schuf.

## Auszeichnungen
Beim Festival International de la Bande Dessinée d’Angoulême erhielt sie 1977 für Légende et réalité de Casque d’or, ihre erste längere Geschichte, den Prix du meilleur album.

## Werke (Auswahl)
- Felina (Text: Víctor Mora) 1979, (deutsche Fassung 1981 beim Volksverlag)
- Goldlöckchen 1981, Volksverlag
- Die Diva (Text: Pierre Christin) 1981, (deutsche Fassung 1984 beim Carlsen Verlag)
- Die verlorene Zukunft 1992, Carlsen Verlag
- Ein Kleid von Dior 2017, Kult Comics
- Agence Hardy - Integral (Text: Pierre Christin) Dargaud 2001–2004 (deutsch Detektei Hardy Integral  2016–2017, Kult Comics)